# Jennifer O'Neill
Jennifer O'Neill (Rio de Janeiro, 20 februari 1948) is een Amerikaans actrice en model.

## Levensloop en carrière
Jennifer O'Neill werd in de wereldstad Rio de Janeiro geboren als dochter van een onbemiddelde Engelse moeder en een op Puerto Rico geboren, tot Braziliaan genaturaliseerde Portugees-Spaans-Ierse vader, een welgestelde bankier. Het 4-koppige gezin verhuisde al snel naar de VS en woonde op meerdere plaatsen, in luxe. Te midden van honden en paarden was de jonge Jennifer een prijzen winnende amazone. Maar op haar 14e nam zij een overdosis drugs en pillen en lag twee weken in coma. "Ik wou niet dood", zei ze later, "Maar ik wou aandacht van mijn ouders, wat ik nooit kreeg. Al dat verhuizen, vreselijk eenzaam word je daar van. En mijn dieren wilden ze laten inslapen. Mijn vader en moeder waren zo ontzettend met zichzelf bezig."  
O'Neill werd nog in datzelfde jaar 1962 ontdekt door Ford Models en sierde in 1963 de cover van Vogue en Cosmopolitan. In 1968 kreeg zij een kleine rol in For Love of Ivy met Sidney Poitier. In 1970 speelde zij tegenover John Wayne in Rio Lobo. In de jaren 70 kreeg ze veel rollen aangeboden, zoals in The Carey Treatment naast James Coburn, Lady Ice naast Donald Sutherland en Robert Duvall en The Reincarnation of Peter Proud naast Michael Sarrazin. In 1976 speelde ze in L'innocente van Luchino Visconti naast Giancarlo Giannini en Laura Antonelli. In de jaren 80 had zij rollen in Scanners en Cloud Dancer. Recenter acteerde ze nog in Doonby met John Schneider en Last Ounce of Courage met onder meer Jenna Boyd. 
O'Neill is negenmaal gehuwd met acht verschillende mannen.

## Filmografie (selectie)
- Rio Lobo, 1970
- Such Good Friends, 1971
- Summer of '42, 1971
- The Special London Bridge Special, 1972 (tv-film)
- Lady Ice, 1973
- The Reincarnation of Peter Proud, 1975
- Gente di Rispetto, 1975
- l'innocente, 1976
- Sette Note in Nero, 1977
- A Force of One, 1979
- Love's Savage Fury, 1979
- Steel, 1979
- Cloud Dancer, 1980
- Scanners, 1981
- A.D., 1985 (miniserie)
- Committed, 1991
- Invasion of Privacy, 1992
- The Cover Girl Murders, 1993 (tv-film)
- Discretion Assured, 1994
- Last Ounce of Courage, 2012

## Haar 9 huwelijken
- Dean Rossiter, 1965-1971, 1 kind
- Joseph Koster, 1972-1974
- Nick de Noia, 1975-1976
- Jeff Barry, 1978-1979
- John Lederer, 1979-1983, 1 kind
- Richard Alan Brown, 1986-1989, 1 kind
- Neil L. Bonin, 1992-1993
- Richard Alan Brown, 1993-1996, 1 kind
- Mervin Sidney Louque jr., 1996-heden